# Thomas Middleton
Thomas Middleton (ur. 18 kwietnia 1580 w Londynie, zm. 4 lipca 1627 w Newington Butts) – angielski dramaturg epoki Jakuba I. 
Urodził się w Londynie 18 kwietnia 1580 roku. Był autorem lub współautorem (obok Williama Rowleya) ponad 300 sztuk. Uznanie przyniosły mu zwłaszcza komedie mieszczańskie, które łączyły realizm obyczajowy z satyrą (A Mad World, My Masters 1608), słynna sztuka satyryczna wymierzona w politykę rządu A Game at Chess (1624) oraz tragedie The Revenger's Tragedy (1607) i Zwodnica (1622, polskie wyd. 1983). Zmarł w Newington Butts 4 lipca 1627 roku.